# Apatophysis mongolica
Apatophysis mongolica là một loài bọ cánh cứng trong họ Cerambycidae.